# Atelier du Marquis
L'atelier du Marquis de Crocogoule, abrégré en atelier du Marquis, est un collectif d'auteurs de bande dessinée fondé en 2006 à Angoulême. Il succède à l'atelier Sanzot.

## Histoire
L'atelier Sanzot était un collectif d'auteurs de bande dessinée fondé en 1995 à Angoulême par Isabelle Dethan, Mazan et Jean-Luc Loyer. En 2006, Mazan, Dauthan et onze autres auteurs, désireux de quitter des locaux « décrépits » et se doter de nouveaux statuts associatifs, s'installent rue de Cognac et adoptent le nom d'atelier du Marquis de Crocogoule — choisi par Mazan,.
Les locaux appartiennent à Magelis, qui verse en 2007 une subvention de 3 000€ à l'atelier. Les auteurs y partagent leur espace de travail et se répartissent les tâches ainsi que les frais en acquittant une cotisation.
En 2011, l'atelier compte huit auteurs. En 2012, Pôle image Magelis commande des rénovations dans l'immeuble pour un montant de 640 000 €. Depuis 2012, l'atelier héberge aussi « cinq ou six personnes de l'Esat Images Arts graphiques », en partenariat avec l'Adapei Charente, à l'initiative de l'association Hippocampe, pour accompagner des artistes en situation de handicap. Lorsque, en 2013, la mairie installe des colonnes enterrées (containers souterrains pour ordures ménagères), la surface visible est décorée par les artistes de l'atelier.
En octobre 2015, l'atelier compte 27 membres et il ne reçoit pas de subvention, sauf une déduction sur le loyer. La même année, sur commande des Espagnols de Charente, de l'Association juive d'Angoulême et de la Charente et de l'Association des gens du voyage, le studio livre un ouvrage collectif contenant cinq histoires sur l'histoire charentaise sous l'Occupation : Les Années noires, Angoulême 1940-1944 éditées par Le Troisième Homme et scénarisées par Éric Wantiez,,.
En 2019, l'atelier compte 23 auteurs et donne une exposition au Vaisseau Mœbius d'Angoulême sur le thème du tarot et de la voyance.

## Membres
- Algésiras[14]
- Gilles Aris[13]
- Marine Blandin[3]
- Cécile Chicault[3]
- Marie Deschamps[3]
- Isabelle Dethan[3]
- Nathalie Ferlut[13]
- Damien Jacob[14]
- Thierry Leprévost[13]
- Jean-Luc Loyer[3]
- Julien Maffre[3]
- Jean-Luc Masbou[13]
- Mazan[3]
- Antoine Ozanam[3]
- Aude Soleilhac[15]
- Turf[13]
- Éric Wantiez[16]

### Documentation
- Agnès Marroncle, « Le premier Esat "images-arts graphiques" prend forme à Angoulême », La Croix,‎ 29 janvier 2013 (lire en ligne).
- Hélène Riestch, « Handicap et arts : des pionniers à Angoulême », Sud Ouest,‎ 9 février 2014 (lire en ligne).